# Museo Arqueológico de Comitán
El Museo Arqueológico de Comitán, es un museo ubicado en el municipio de Comitán de Domínguez, en el estado de Chiapas, México inaugurado en agosto de 1993. El edificio fue construido entre el lapso 1940 a 1944 y cuenta con una biblioteca que anteriormente fue utilizada como escuela. En este museo se alberga una colección sobre la cultura prehispánica en Los Altos de Chiapas, el apogeo de la cultura maya, las rutas de comercio ciudades-estado, grupos de cazadores-recolectores, zonas de apogeo arqueológico. También cuenta con exposiciones temporales.
Las salas públicas cuentan con los hallazgos realizados en los municipios cercanos a Comitán; incluyendo objetos encontrados en cuevas de la zona y trabajos realizados en la zona arqueológica de Tenam Puente. Además existe una réplica de la cueva de los "andasolos" en Chinkultic. .